# ريان سوندرز
ريان سوندرز (بالإنجليزية: Ryan Saunders)‏ هو مدرب كرة سلة أمريكي، ولد في 28 أبريل 1986 في ميدينا في الولايات المتحدة.

## روابط خارجية
- ريان سوندرز على موقع كلية كرة السلة في سبورتس رفرنس.كوم (الإنجليزية)
- ريان سوندرز على موقع ريلجم (الإنجليزية)
- ريان سوندرز على موقع سبورتس رفرنس (الإنجليزية)